# Барбизон
Барбизон (на френски: Barbizon) е град във Франция.

## География и история
Град Барбизон е разположен в централната част на Северна Франция, в кантона Пърт окръг Melun, в департамент Сен е Марн – регион Ил дьо Франс. Населението му е 1160 жители (по данни от 1 януари 2016 г.).
Село Барбизон дава името на Барбизонската школа. Със създаването на железопътната връзка между столицата Париж и Барбизон се улеснява пътуването на художници от столицата до селището, известно с красивите си околности, за да рисуват на открито. А изобретението на бои в туби улеснява транспортирането на багаж. Художниците-барбизонци създават предимно пейзажи и оказват влияние на пейзажната живопис в Европа. Барбизонците са предшественици на импресионистите.
През XIX век Барбизон се състои от една улица (Rue de Barbizon), с приблизително 40 къщи, които са разположени около железопътната линия. Единственият хотел, в който се настанявали художниците е Auberge Ganne, намиращ се в центъра на селището. Днес е музей.
Париж е отдалечен от Барбизон на 90 минути път с влак.
В Барбизон се намира частният музей на Миле, в който се съхранява творческото наследство на художника, а също и картини на Камий Коро, Теодор Русо, Шарл-Франсоа Добини, Констант Тройон и други майстори на четката.
Теодор Русо (1867) и Жан-Франсоа Миле (1875) умират в Барбизон.